# Lennart Oesch
Karl Lennart Oesch (Pyhäjärvi, 8 agosto 1892 – Helsinki, 28 marzo 1978) è stato un generale finlandese, capo di stato maggiore del Maavoimat (l'esercito finlandese) ed uno dei maggiori comandanti militari del suo paese durante il periodo della seconda guerra mondiale e della guerra di continuazione.

## Biografia

### I primi anni

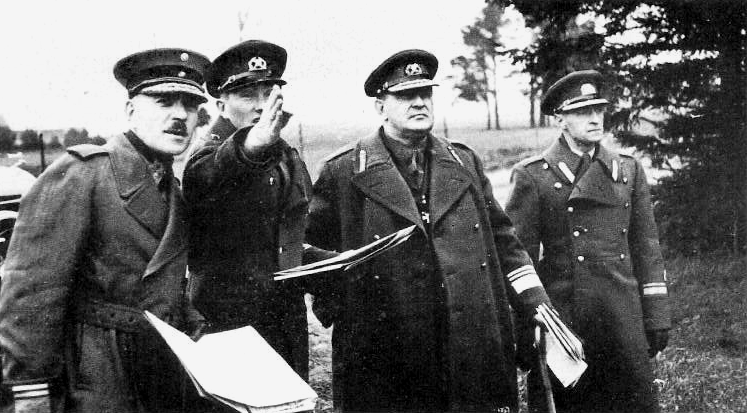
Lennart Oesch (a sinistra) monitora le esercitazioni militari dell'esercito estone nell'ottobre 1938

Karl Lennart Oesch (che usò Lennart come primo nome, ma ci si riferisce abitualmente a lui come Karl Lennart o K.L.) nacque da genitori d'origine svizzera, i quali si erano stabiliti in Finlandia (allora parte dell'Impero russo) prima della sua nascita; Oesch mantenne una doppia cittadinanza svizzero-finlandese fino al 1920.
Frequentò la scuola a Sortavala per poi studiare presso il Dipartimento di Matematica e Fisica nell'Università di Helsinki tra il 1911 e il 1915.
Entrato nel movimento indipendentista clandestino del Jääkäriliike nel 1915, venne inviato in Germania dove ricevette un addestramento militare nel Königlich Preussisches Jägerbataillon Nr. 27, un battaglione dell'esercito imperiale tedesco composto da personale di origine finlandese; rientrato in patria nel febbraio del 1918, fu nominato capitano del neonato esercito finlandese. Durante il periodo della guerra civile finlandese militò dalla parte dei Bianchi, ottenendo il comando di un battaglione di fanteria con cui prese parte alla battaglia di Viipuri.
Tra gli anni venti e gli anni trenta Oesch salì rapidamente di grado nelle forze armate finlandesi. Tra il 1923 e il 1926 studiò in accademie militari francesi e, una volta tornato in Finlandia, divenne comandante dell'accademia per lo stato maggiore nazionale (Sotakorkeakoulu) fino al 1929. Nel 1930 venne promosso maggior generale e nominato capo di stato maggiore, incarico che tenne per quasi un decennio. Oesch servì anche per un breve periodo come ministro dell'interno nel marzo 1932, durante la crisi causata dalla ribellione di Mäntsälä. Venne promosso tenente generale nel 1936.

### Guerra d'Inverno
Allo scoppio della guerra d'inverno tra Finlandia ed Unione Sovietica nel novembre del 1939, Oesch rimase nel suo incarico allo stato maggiore sotto il comando del maresciallo Carl Gustaf Emil Mannerheim, comandante in capo delle forze finlandesi. Oesch ebbe l'opportunità di mostrare le sue doti di comandante sul campo durante il marzo del 1940: l'Armata Rossa aveva sorpreso i finlandesi attraversando la gelata baia di Viipuri, guadagnando una testa di ponte sulla sua costa occidentale; Mannerheim creò allora il "Gruppo costiero" per respingere il nemico, ma il suo primo comandante maggior generale Kurt Martti Wallenius venne estromesso dopo solo tre giorni. La situazione era estremamente critica e Oesch fu messo al comando: le truppe finlandesi consistevano in gran parte in battaglioni di difesa costiera formati da vecchi riservisti e battaglioni frettolosamente trasferiti dalla Lapponia, ma Oesch riuscì a contenere le truppe sovietiche assestandogli gravi perdite fino alla conclusione delle ostilità, il 13 marzo 1940.
Durante la pace che seguì Oesch prima tornò al suo ruolo precedente, come capo di Stato Maggiore, per alcune settimane, ma in seguito assunse il comando del II Corpo d'Armata nell'aprile 1940.

### Guerra di Continuazione

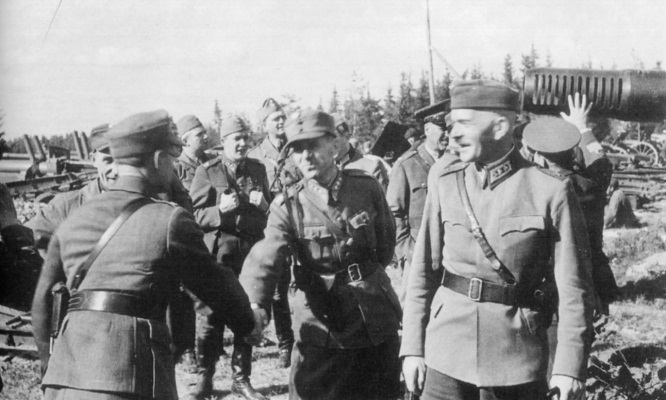
La riconquista di Viipuri nel 1941. Oesch (a destra) e il suo capo di stato maggiore Valo Nihtilä

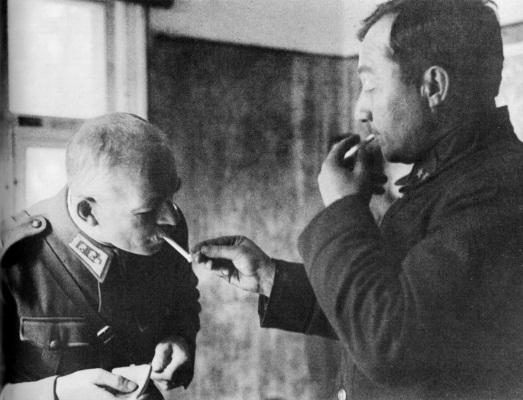
Il comandante di divisione Vladimir Kirpitsnikov, prigioniero di guerra nel 1941, accende una sigaretta a Oesch.

All'inizio della guerra di continuazione nel giugno del 1941, il corpo d'armata di Oesch fu rinominato IV Corpo d'armata e ricevette il compito di contribuire alla riconquista dell'istmo careliano insieme all'Armata del generale Erik Heinrichs. Oesch dovette attendere il 20 agosto prima di ricevere il permesso di muovere le sue truppe, iniziando l'avanzata due giorni dopo: l'offensiva del IV Corpo procedette speditamente, ma Oesch non riuscì a sopportare il carico di lavoro e dovette chiedere il 25 agosto un breve congedo per malattia; già il 30 agosto il generale ritornò al suo posto di comando anche su insistenza del suo capo di stato maggiore colonnello Valo Nihtilä, preoccupato per la negligenza dimostrata dal successore di Oesch generale Taavetti Laatikainen.
Dopo aver preso la città di Viipuri, sul finire di agosto il IV Corpo riuscì a chiudere in una sacca nei pressi di Porlampi tre divisioni sovietiche: anche se parte del contingente riuscì a fuggire dall'accerchiamento, il 1º settembre Oesch ottenne la resa delle restanti forze sovietiche, prendendo più di 9.300 prigionieri (tra cui il comandante della 43ª Divisione fucilieri, generale Vladimir Kirpichnikov) oltre a gran parte dei loro equipaggiamenti pesanti; al prezzo di 3.000 tra morti e feriti, il Corpo d'armata di Oesch inflisse più di 16.000 perdite ai sovietici, uno dei maggiori successi riportati dai finlandesi nel conflitto.
Nel marzo del 1942 le forze finlandesi furono riorganizzate in tre gruppi principali ed Oesch ottenne il comando del "Gruppo Olonets", incaricato di presidiare l'istmo di Olonets tra il lago Ladoga ed il lago Onega; già nell'aprile del 1942 si trovò ad affrontare una massiccia offensiva sovietica, poi respinta dopo dieci giorni di combattimento. Con la generale stasi calata sul fronte finlandese, Oesch si preoccupò principalmente di consolidare e fortificare le posizioni conquistate.
Il 9 giugno 1944 i sovietici lanciarono l'offensiva Viipuri-Petroskoi lungo l'istmo di Carelia, riuscendo a rompere, dopo duri combattimenti, le linee fortificate dei finlandesi; il 14 giugno seguente Oesch fu chiamato d'urgenza ad assumere il comando delle forze finlandesi sull'istmo, ormai in piena crisi. Dopo aver dovuto rinunciare a tenere Viipuri, riconquistata dai sovietici il 20 giugno, Oesch riuscì a concentrare tre corpi d'armata (III, IV e V Corpo, quasi due terzi dell'intero esercito finlandese) dietro la vecchia linea di frontiera, ottenendo una serie di vittorie difensive nel corso della battaglia di Tali-Ihantala (25 giugno - 9 luglio 1944) che fermarono l'avanzata delle forze sovietiche: per il suo comportamento nel corso della battaglia, Oesch fu insignito della croce di Mannerheim, la più alta decorazione militare finlandese.

### Nel dopoguerra
Dopo la resa della Finlandia e la firma dell'armistizio di Mosca del 19 settembre 1944, Oesch mantenne il suo comando sull'istmo di Carelia fino all'ottobre del 1944, tornando alla carica di capo di stato maggiore prima di ritirarsi dal servizio attivo nel settembre del 1945; in quello stesso periodo i sovietici avanzarono richiesta di un suo arresto per crimini di guerra: dopo aver valutato la possibilità di fuggire in Svezia, Oesch decise di restare e di affrontare il processo. Le accuse riguardavano un suo ordine emanato nel settembre del 1941, poco dopo la conclusione dello scontro di Porlampi, che autorizzava i soldati finlandesi ad impiegare le armi contro quei prigionieri di guerra sovietici che si fossero rifiutati di eseguire gli ordini dei loro catturatori: apparentemente tale ordine fu interpretato dai soldati finlandesi con una eccessiva libertà, e nei confronti di Oesch fu addebitata l'uccisione di 17 prigionieri sovietici, giustiziati dopo la cattura.
Benché la responsabilità di Oesch nelle esecuzioni non apparisse così chiara, un tribunale militare finlandese condannò il generale il 10 luglio 1946 a 12 anni di detenzione, pena poi ridotta a tre anni di detenzione dall'Alta Corte il 2 febbraio 1948; Oesch fu l'unico comandante finlandese di alto rango ad essere condannato per crimini di guerra

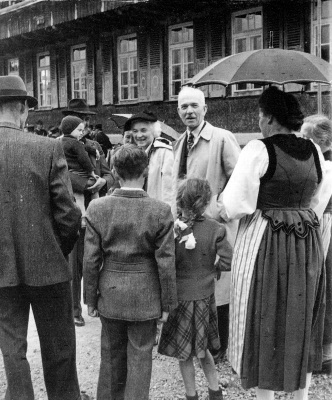
Oesch visita i suoi parenti svizzeri nel maggio 1952

Rilasciato dalla prigione nel febbraio del 1948, Oesch si dedicò alla storia militare, compiendo ricerche e scrivendo pubblicazioni sul periodo della guerra di continuazione; il suo libro sulle battaglie dell'istmo di Carelia del 1944 (Suomen kohtalon ratkaisu Kannaksella kesällä 1944), edito nel 1957, è ancora considerato un valido materiale di studio sul tema. Oesch fu anche uno dei fondatori e capo redattore di una rivista popolare sulla storia della Finlandia nella seconda guerra mondiale, e l'Università di Turku lo fece docente honoris causa nel 1960; Oesch rimase tuttavia contrariato dal fatto di non essere mai stato promosso al pieno grado di generale nemmeno nel dopoguerra, come invece accadde a molti suoi colleghi.
Karl Lennart Oesch morì a Helsinki il 28 marzo 1978 per cause naturali; il suo corpo fu seppellito nel cimitero nazionale di Hietaniemi, vicino a Helsinki.

## Vita privata
Karl Lennart Oesch sposò Anna Niskanen ed ebbe due figli: Karl Christian (nato nel 1921) e Ann-Mari (nata nel 1922).

## Opere
- Suomen kohtalon ratkaisu Kannaksella kesällä 1944, Helsinki 1957; traduzione in lingua italiana come Finlandia 1944 - L'offensiva sovietica sul Kannas nell'estate del 1944, edito da Effepi nel 2011.